# Hypolimnas bolina
Hypolimnas bolina är en fjärilsart som beskrevs av Carl von Linné 1758. Hypolimnas bolina ingår i släktet Hypolimnas och familjen praktfjärilar. Inga underarter finns listade i Catalogue of Life.

## Bildgalleri

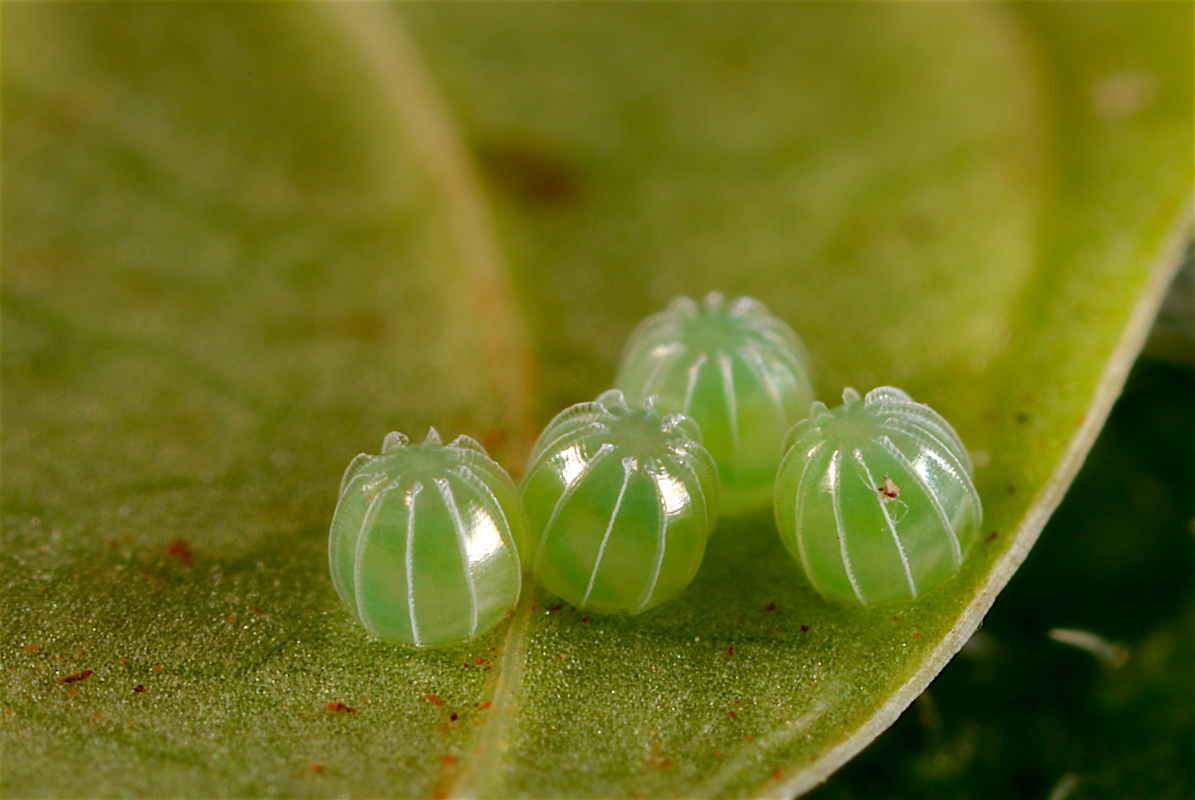
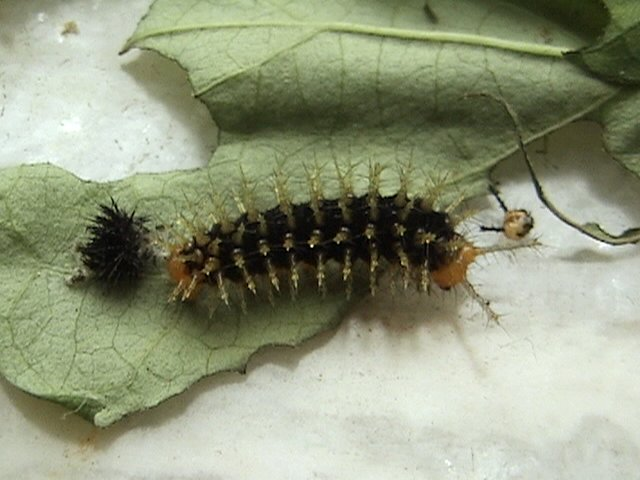
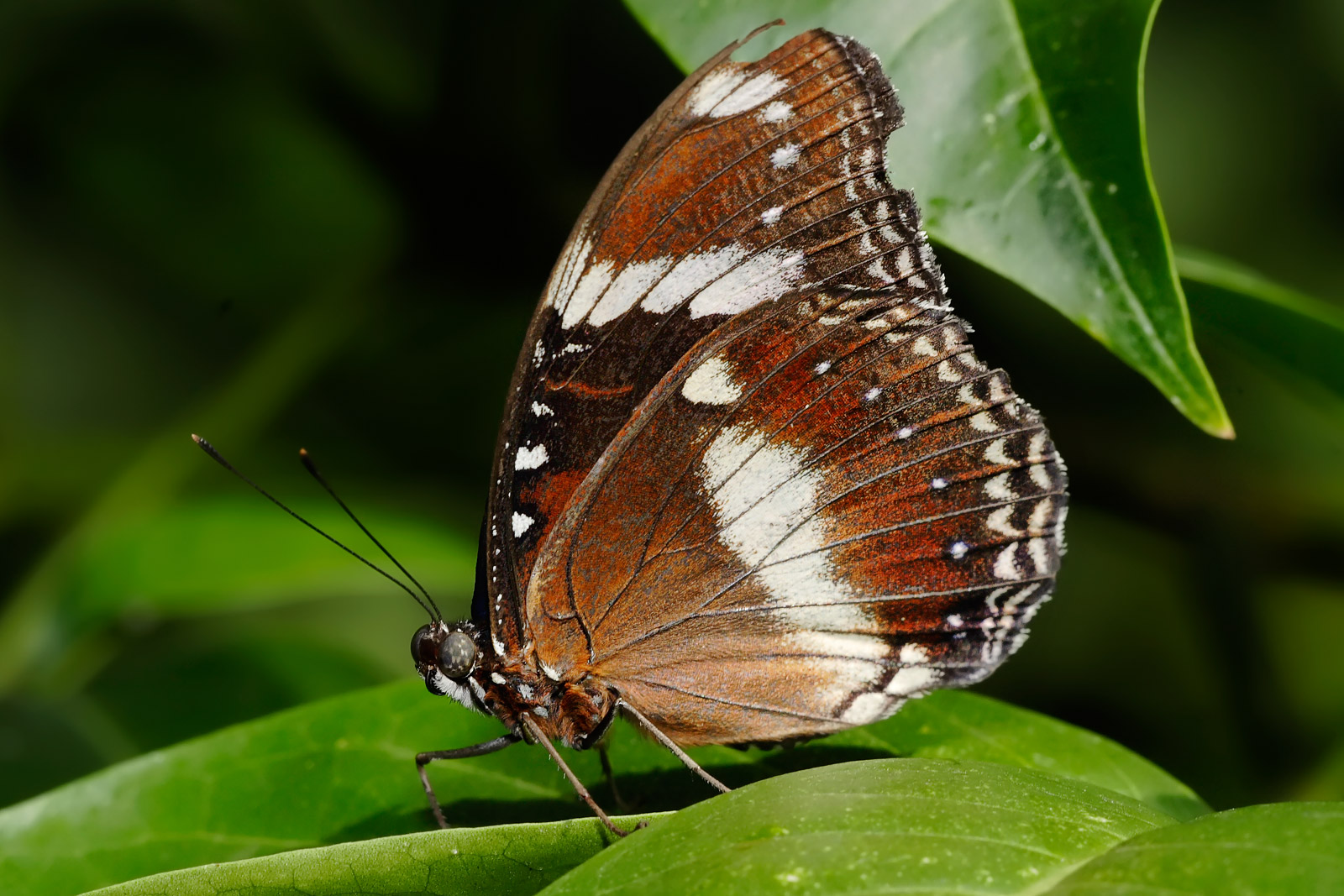
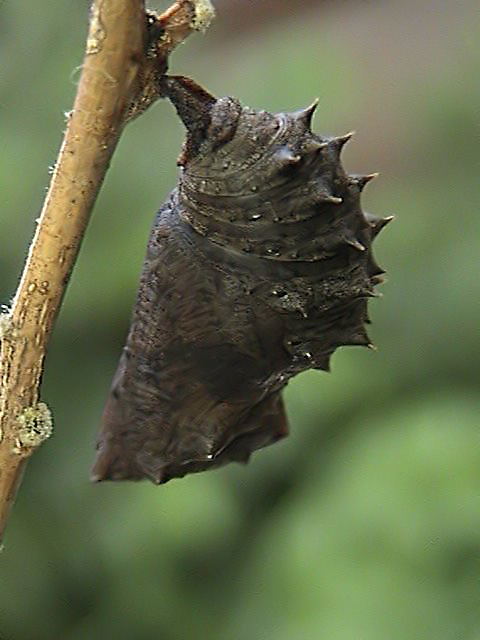
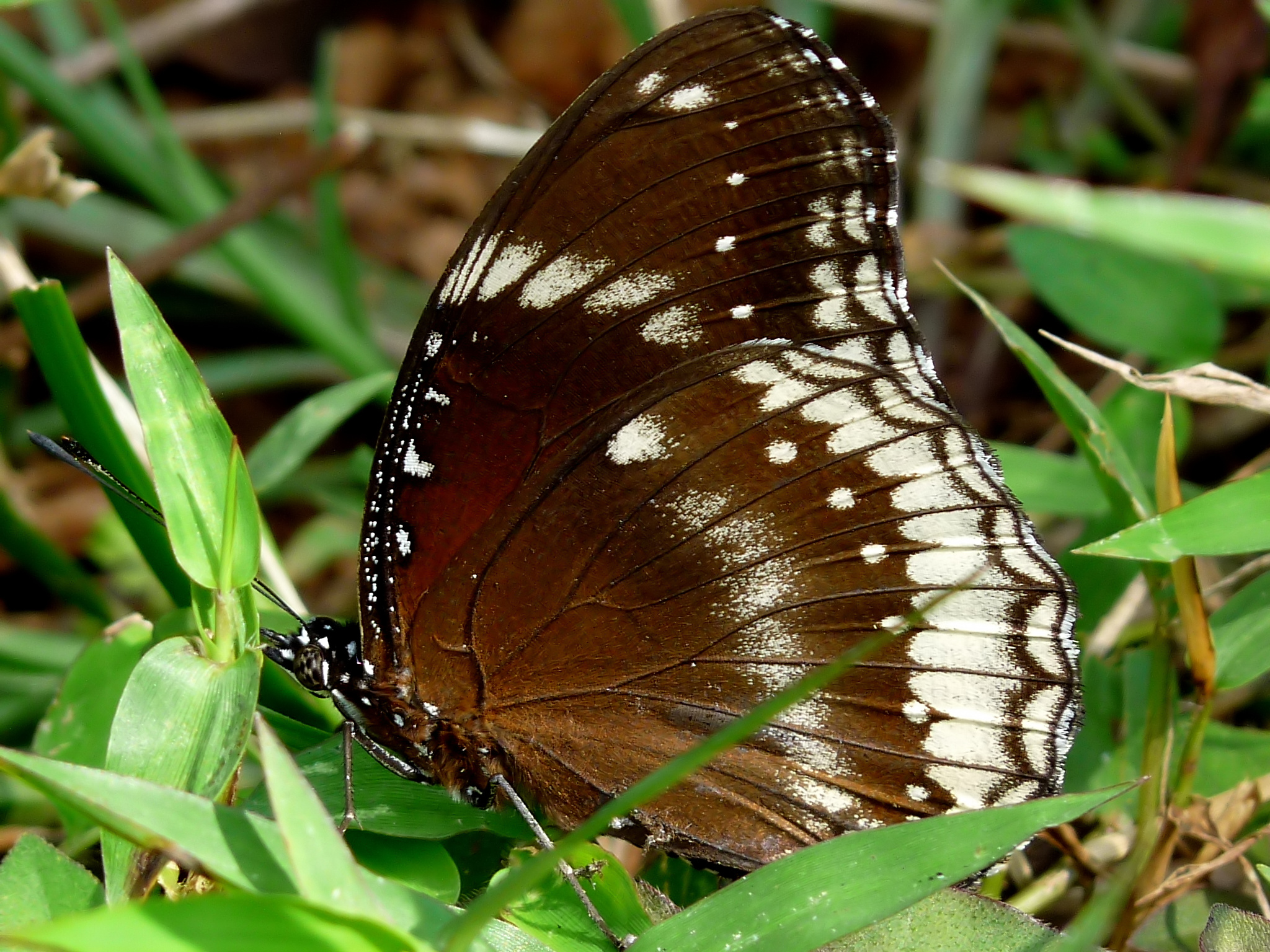
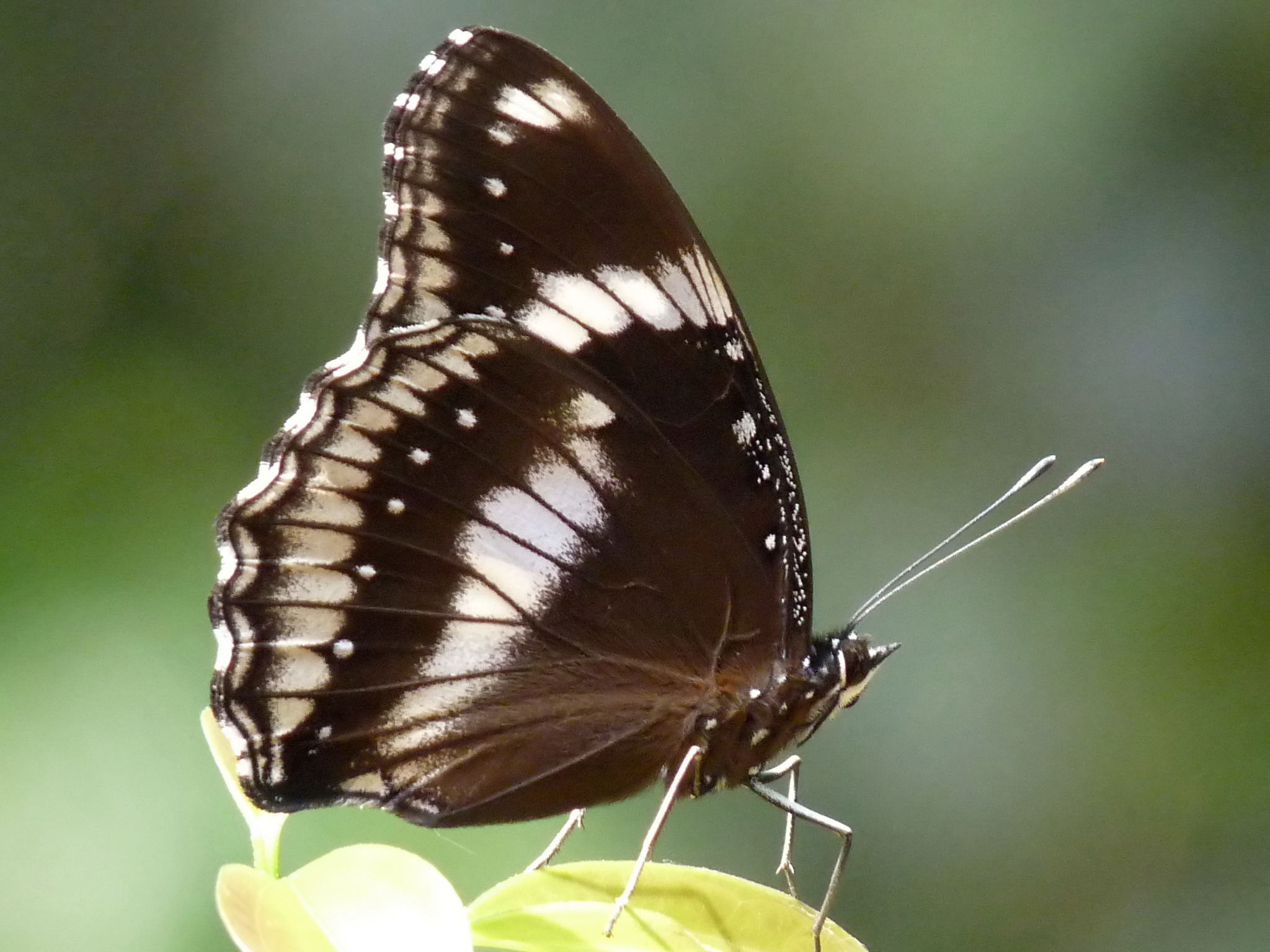
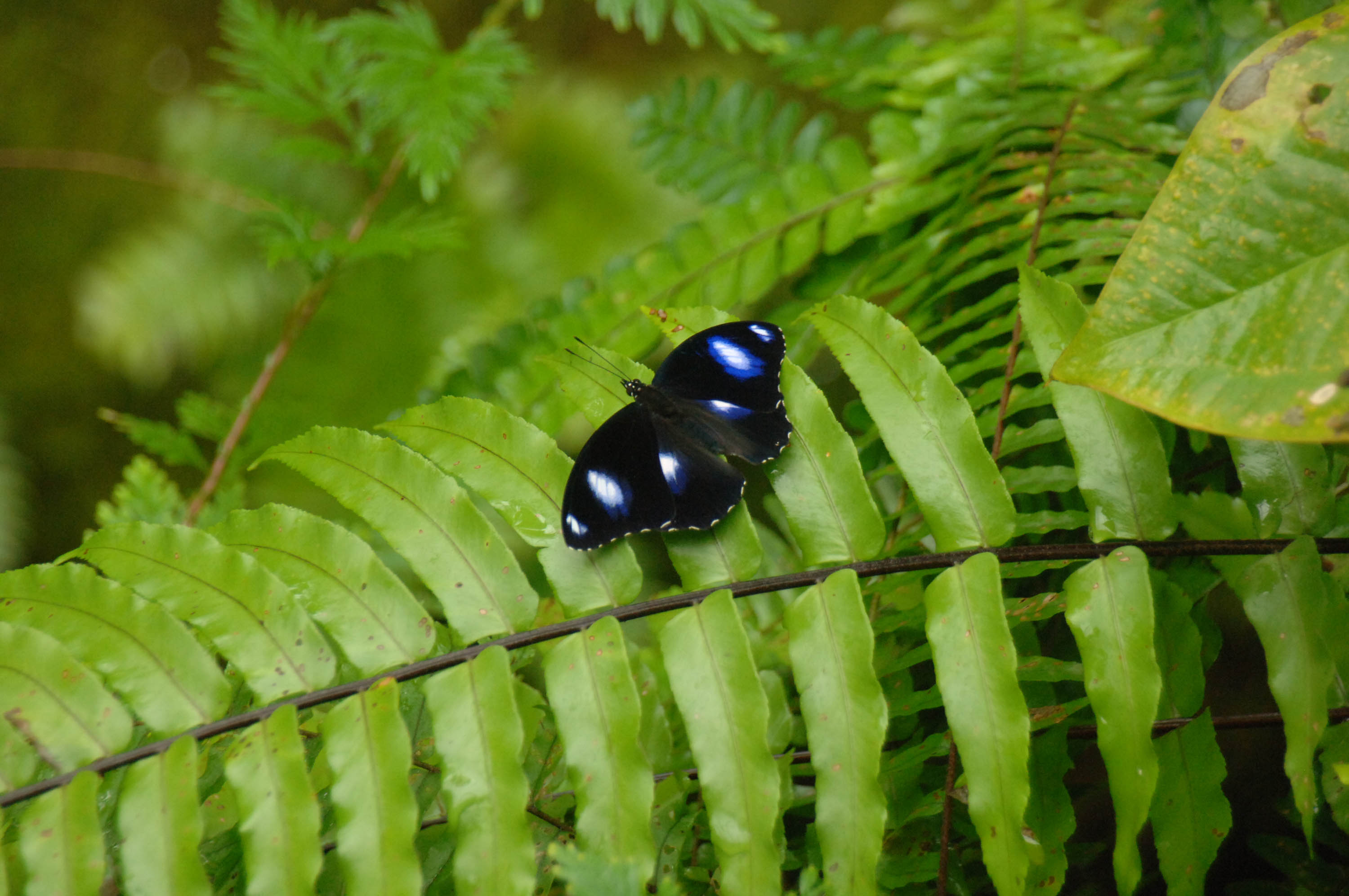